# Стивън Амел
Стивън Амел (на английски: Stephen Amell; роден на 8 май 1981 г.) е канадски актьор и кечист. Най-известен е с ролите си на Джейсън в третия сезон на „Увиснал“ и Оливър Куин/Зелената стрела в „Стрелата“. Появява се и в сериали като „Beautiful People“, „Регенезис“, „Rent-a-Goalie“, „Частна практика“ и „Heartland“.

## Кариера
Стивън Амел участва в първия сезон на телевизионния сериал „Антихтонът на Данте“, където играе ролята на Адам. Ангажиментът му с тази продукция обаче приключва след първия сезон и след това неговия персонаж е поверен на Джон Флеминг. През 2004 г. Амел участва в три епизода от четвъртия сезон на сериала Queer as Folk.
През 2007 г. печели наградата „Джемини“, известна още като канадската награда „Еми“, за ролята си в ReGenesis. По-късно през същата година отново е номиниран за същата награда от канадската кино и ТВ асоциация за участието си в комедийния сериал Rent-a-Goalie.
Амел има периодични участия в телевизионните сериали Da Kink in My Hair и Heartland. През 2010 г. той се присъединява към актьорския състав за втория сезон на популярния телевизионен сериал „Дневниците на вампира“. Амел се превъплъщава в ролята на върколака Брейди.
Стивън Амел е част от продукцията „Справедливост за Натали Холоуей“, където играе ролята на Йоран Ван дер Слут.
Амел участва и в третия сезон на телевизионния сериал на НВО „Увиснал“, чиято премиера е на 2 октомври 2011 г. Участва и в четвъртия сезон на сериала 90210, където играе ролята на Джим.
През януари 2012 г. е обявено, че Амел ще изиграе главната роля в телевизионния сериал „Стрелата“, базиран на историята за героя на DC Comics Зелената стрела. Амел се превъплъщава в ролята на милиардера Оливър Куин.

## Личен живот
Стивън Амел е роден в Торонто, провинция Онтарио, Канада. Неговият братовчед, Роби Амел, също е актьор. На 25 декември 2012 г. се жени за Касандра Джийн, актриса и модел, на малка церемония на Карибските острови. На 26 май 2013 г. повтарят церемонията, този път в Ню Орлиънс, САЩ, в присъствието на техни роднини и приятели. Има дъщеря, Мави Александра Жан Амел, родена на 15 октомври 2013 г.